# Tullaher Lough and Bog SAC
Tullaher Lough and Bog SAC este o arie protejată (sit de importanță comunitară — SCI) din Irlanda întinsă pe o suprafață de 468,98 ha, integral pe uscat.

## Localizare
Centrul sitului Tullaher Lough and Bog SAC este situat la coordonatele 52°42′22″N 9°33′33″W / 52.706172°N 9.559029°V.

## Înființare
Situl Tullaher Lough and Bog SAC a fost declarat sit de importanță comunitară în aprilie 2003 pentru a proteja 5 specii de animale.

## Biodiversitate
Situată în ecoregiunea atlantică, aria protejată conține 4 habitate naturale: Turbării active, Mlaștini oligotrofe degradate, capabile încă de regenerare naturală, Mlaștini turboase de tranziție și turbării mișcătoare, Depresiuni pe substraturi de turbă de Rhynchosporion.
La baza desemnării sitului se află mai multe specii protejate de  păsări (5): rață pitică (Anas crecca), rață mare (Anas platyrhynchos), Anser albifrons flavirostris, lebădă de iarnă (Cygnus cygnus), nagâț (Vanellus vanellus).
Pe lângă speciile protejate, pe teritoriul sitului au mai fost identificate 4 specii de plante.